# Никольевка (Саратовская область)
Никольевка — деревня в Балашовском районе Саратовской области России. Входит в состав Пинеровского муниципального образования. Основана в 1793 году.

## География
Деревня находится в западной части Саратовского Правобережья, в пределах Окско-Донской равнины, в степной зоне, на правом берегу реки Хопёр, на расстоянии примерно 8 километров (по прямой) к западу от города Балашова. Абсолютная высота — 110 метров над уровнем моря.
Климат
Климат характеризуется как умеренно континентальный с холодной малоснежной зимой и сухим жарким летом. Среднегодовая температура воздуха — 4,3 — 4,7 °C. Средняя многолетняя температура самого холодного месяца (января) составляет −11,1 °С (абсолютный минимум — −39 °С), температура самого тёплого (июля) — 20,7 °С (абсолютный максимум — 39 °С). Средняя продолжительность безморозного периода 145—155 дней. Среднегодовое количество атмосферных осадков — 476 мм, из которых 200—300 мм выпадает в период с апреля по октябрь. Снежный покров держится в среднем 130—135 дней в году.

## Население
| 2010 |
| ---- |
| 53   |

Половой состав
По данным Всероссийской переписи населения 2010 года в половой структуре населения мужчины составляли 50,9 %, женщины — соответственно 49,1 %.
Национальный состав
Согласно результатам переписи 2002 года, в национальной структуре населения русские составляли 100 % из 39 чел.